# Pouvana'a a Oopa

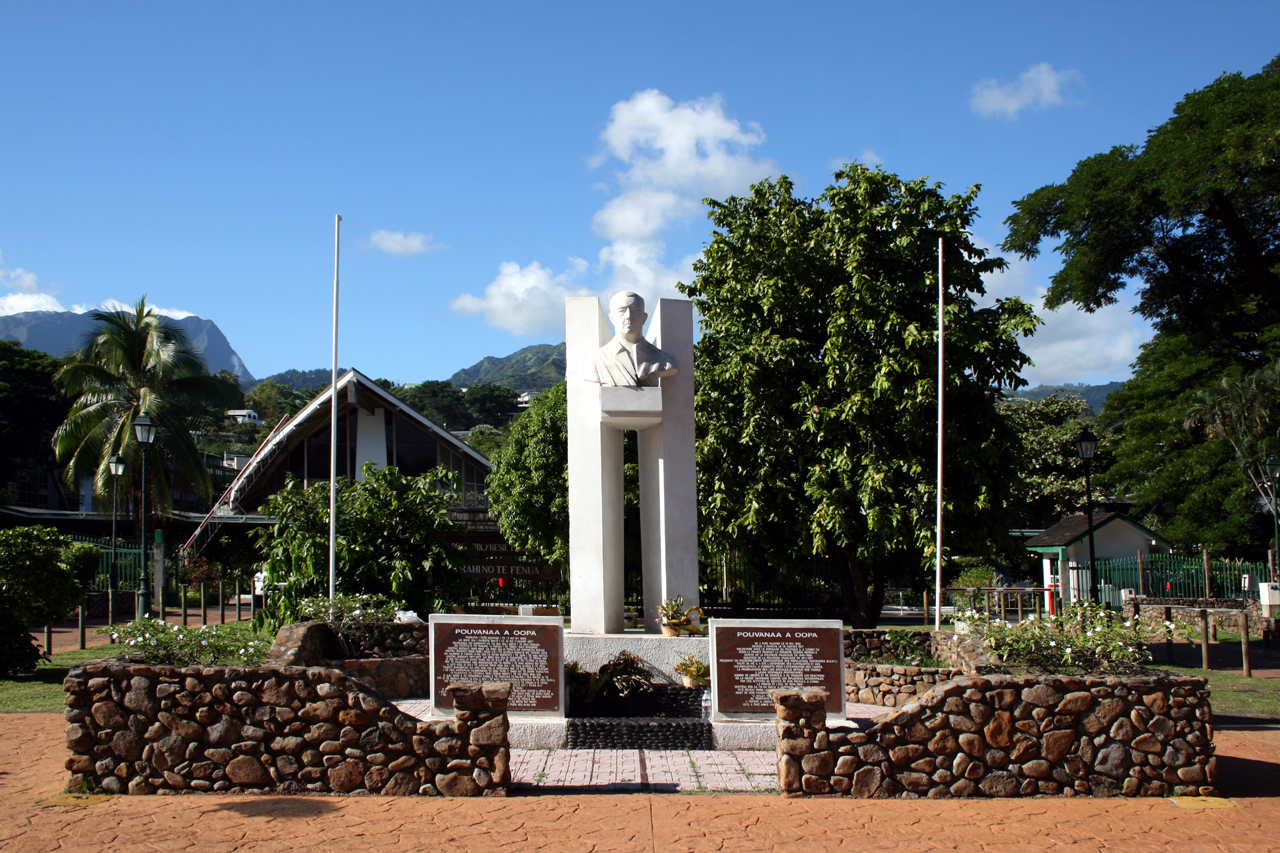
Monument a Pouvana'a a Oopa a Papeete

Pouvana'a a Oopa Tetuaapua (Huahine, Illes de Sotavent, 10 de maig de 1895 — 10 de gener de 1977) fou un polític de la Polinèsia Francesa. La seva mort coincidí amb la creació poc després per Oscar Temaru, del Tavini Huiraatira-Front d'Alliberament de la Polinèsia, qui el considera com el pare del nacionalisme tahitià.
Va deixar l'escola abans dels 10 anys. De confessió protestant, es va moure en un medi religiós on el seu coneixement de la Biblia el farà un orador important. Pel gener de 1918 marxà a França per a integrar-se al Batalló Mixt del Pacífic i participar en la Primera Guerra Mundial. Pouvana'a tingué un paper important en la integració dels establiments francesos d'Oceania a la França Lliure el 1940. Però es va oposar a l'administració i fou condemnat a l'exili a les illes remotes dels Establiments Francesos d'Oceania.
Un cop acabada la Segona Guerra Mundial va formar el Comitè Pouvana'a, que reclamavaun canvi profund en les relacions entre França i el territori. El juliol de 1947 fou acusat de conspirar contra la seguretat de l'Estat i d'obstruir l'arribada dels funcionaris metropolitans, detingut, jutjat i absolt el novembre.
Elegit diputat l'octubre de 1947], va fundar el Reagrupament de les Poblacions Tahitianes (RDPT), que dominà la política local fins al 1958, i de vegades fou considerat un partit comunista disfressat. Sense proposar obertament la independència, els objectius del RDPT eren obtenir l'autonomia i lluitar contra els capitalistes. Va rebre un suport important de les cooperatives i dels sindicats. Fou reelegit a les eleccions legislatives franceses de 1951 amb el 72% dels vots, i a les eleccions de 1956 amb el 58% dels vots. El desembre de 1957 fou elegit vicepresident del Consell de govern gràcies a l'estatut obtingut gràcies a la llei-marc Defferre.
Va fer campanya pel "no" al referèndum de 28 de setembre de 1958 (on el "si" va obtenir el 64%). L'11 d'octubre de 1958 fou acusat intentar incendiar Papeete amb els seus partidaris. Fou condemnat a 8 anys de presó i a 15 anys d'exili de la Polinèsia Francesa per complicitat en la destrucció d'edificis i possessió d'armes de foc sense autorització. També fou desposseït del seu mandat parlamentari el 12 de febrer de 1960. Indultat, va tornar a Tahití el novembre de 1968. Amnistiat el 1971, fou elegit senador, càrrec que va ocupar fins a la seva mort el 1977.
Al Senat, va ser membre del Comitè d'Afers Culturals, i membre de la Unió Centrista dels Demòcrates de Progrés (elegit el 23 de setembre de 1971, final del mandat fins que va morir). Fou a vegades anomenat « Metua », pare de la nació.